# Кари (спутник)
Кари — нерегулярный спутник Сатурна, известный также как Сатурн XLV.

## Открытие
Был обнаружен на фотографиях в период с 4 января по 30 апреля 2006 года Скоттом Шеппардом, Дэвидом Джуиттом, Дженом Клина, Брайаном Марсденом, опубликовано 26 июня 2006 года. Первоначально присвоено временное обозначение S/2006 S 2. В апреле 2007 года официально присвоено имя властелина ветров из скандинавской мифологии.

## Орбита
Кари совершает полный оборот вокруг Сатурна на расстоянии в среднем 22 118 000 км за 1 234 дня. Орбита имеет эксцентриситет 0,478, при этом наклон орбиты к эклиптике составляет 156,3°.

## Физические характеристики
Диаметр Кари составляет около 7 км.